# Димитър Настев
Димитър Настев Настев е български военен деец, генерал-майор, участник в Балканските войни (1912 – 1913) и Първата световна война (1915 – 1918), командир на 18-и пехотен етърски полк в периода (1 юни 1928 – 1 август 1931) и началник на 7-а пехотна дивизия (1 август 1931 – 1934).

## Биография
Димитър Настев е роден на 2 април 1881 г. в Стара Загора, Източна Румелия, Османска империя. На 21 септември 1897 г. постъпва на военна служба, а през 1902 завършва Военното на Негово Княжеско Височество училище и е произведен в чин подпоручик. Като подпоручик служи в 25-и пехотен драгомански полк и е граничен офицер в село Звонци. През 1905 година е произведен в чин поручик и служи в 16-и пехотен ловчански полк. През 1909 година е произведен в чин капитан, а на 5 декември 1916 в чин майор.
Димитър Настев служи в 8-и пехотен резервен полк, 39-и пехотен полк, 16-и пехотен ловчански полк, след което като командир на дружина от 86-и пехотен полк, в 38-и пехотен полк и 14-и пехотен македонски полк.
На 1 април 1919 е произведен в чин подполковник, след което служи като командир на учебна рота от пехотната школа във Велико Търново и като командир на 6-о депо. На 6 май 1925 година е произведен в чин полковник. От 1925 г. служи в арм. отделение на 3-и пехотен балкански полк, след което от 1926 г. е помощнник-командир на 5-а пехотна дунавска дивизия, след което е помощник началник на 5-а пехотна дунавска дивизия.
В периода (1 юни 1928 – 1 август 1931) е командир на 18-и пехотен етърски полк. На 1 август 1931 година полковник Настев е назначен за началник на 7-а пехотна рилска дивизия. Произведен е в чин генерал-майор.
Генерал-майор Димитър Настев е уволнен от служба през 1934 година.

## Военни звания
- Подпоручик (1902)
- Поручик (1905)
- Капитан (1909)
- Майор (5 декември 1916)
- Подполковник (1 април 1919)
- Полковник (6 май 1925)
- Генерал-майор

## Награди
- Възпоменателен кръст „За независимостта на България 1908 година“ (1910)
- Военен орден „За храброст“ IV степен 2 клас (1914)
- Знак „За 10 години отлична служба“ (1914)